# Confédération des syndicats démocratiques de Roumanie
La Confederatia Sindicatelor Democratice din Romania (CSDR - Confédération des syndicats démocratiques de Roumanie) est une confédération syndicale roumaine fondée en 1994 et affiliée à la Confédération syndicale internationale et à la Confédération européenne des syndicats